# Fokus (1973.)
Fokus, jugoslavenska revija o događajima koji su uzbudili svijet, povjesničarsko-feljtonistički revijalni mjesečnik, izlazio od početka 1973. do 1982. u Zagrebu u nakladi NIŠRO Vjesnik. Glavni urednici Milan Osmak, Damir Mikuličić, Vlasta Švarcmajer, Mario Bošnjak.

## Poveznice
- Hrvatska novinska izdanja